# St Mary of the Angels (Camelon)

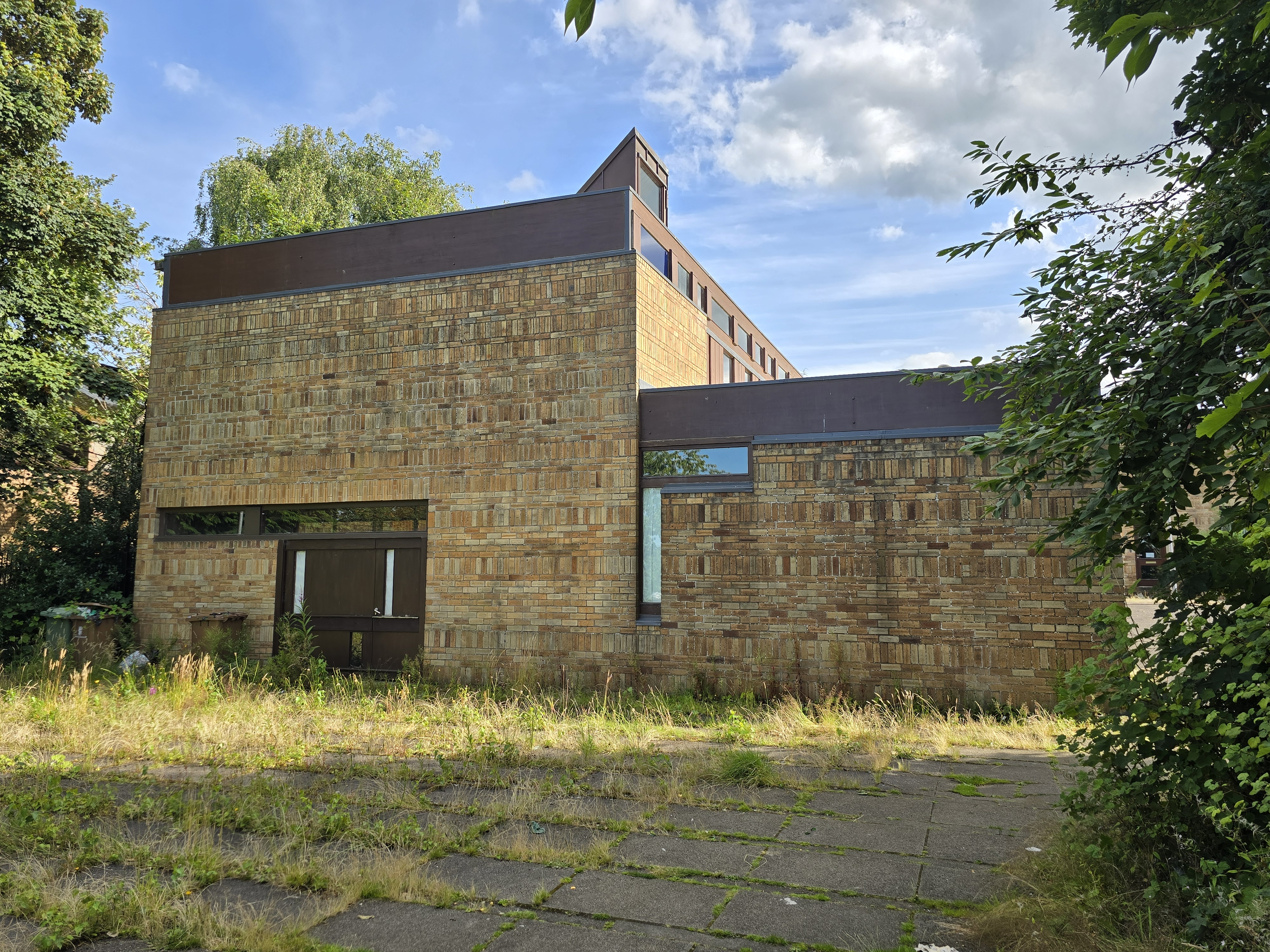
St Mary of the Angels

St Mary of the Angels, auch St. Mary’s Church, ist ein römisch-katholisches Kirchengebäude in der schottischen Stadt Camelon in der Council Area Falkirk. 1994 wurde das Bauwerk in die schottischen Denkmallisten in der höchsten Kategorie A aufgenommen. Die Kirchengemeinde besteht seit dem Jahr 1923 und besteht aus rund 1500 Personen. Der Bau des heutigen Kirchengebäudes wurde 1960 begonnen und nach einjähriger Bauzeit abgeschlossen. Im Jahre 2018 wurde die Kirche geschlossen; für die Katholiken in Camelon ist jetzt die Pfarrei St Francis Xavier in Falkirk zuständig.

## Beschreibung
Das Gebäude liegt im Norden von Camelon zwischen der Glasgow Road (A803) und der Brown Street. Den Entwurf lieferte das bekannte Architekturbüro Gillespie, Kidd & Coia, das zahlreiche römisch-katholische Kirchenbauten in den Central Lowlands plante. Das längliche Gebäude ist in Nord-Süd-Richtung ausgerichtet. Der Eingangsbereich befindet sich an der Westseite an der Watling Street. Das Mauerwerk besteht aus gelbem Backstein. Schlichte, längliche Fenster verschiedener Größe sind unregelmäßig sowohl horizontal als auch vertikal verbaut. Das Gebäude schließt mit einem kupfergedeckten Flachdach mit zwei schlichten Gauben ab. Neben einer der beiden ragt das schmucklose Kreuz auf. An die Kirche grenzt das Pfarrhaus an, das in seiner Gestaltung der Kirche gleicht. Eine flache Backsteinmauer umgibt das Gelände.